# 제3차 과학기술발전 5개년 계획
제3차 과학기술발전 5개년 계획은 2008년부터 2012년까지 진행된 과학기술발전 중기 계획이다.

## 과학기술발전 중요과제 과정[1]

### 농업 부문
- 알곡 1,000만 톤 생산을 위해 벼, 강냉이, 감자, 밀, 수수 등 15톤 수준에 육성하는 것을 육종을 하라.
- 서해안부에서 10 - 13톤, 동남부에서 9톤, 동해안 북부에서 8톤 수준으로 올려라
- 강냉이는 9.5톤 - 15톤으로 하며 감자(라야 계통)를 60 - 70톤 목표로 한다.
- 이렇게 되면 알곡 생산에서 세계적 수준과 비슷해진다.
- 지난 시기의 강냉이 위주 방침으로부터 밭벼, 쌀, 밀, 수수, 콩 등 밭농사 체계를 확립하여라.
- 공백 지대인 신계, 곡산, 수안의 미루벌을 곡창 지대로 만들어라.
- 다목적, 다성분, 고성능 살초제를 적용한다.
- 영양 살초제, 살충제를 도입한다. 미량 비료, 미생물 비료를 도입한다.
- 염소를 우리 기후조건에 맞게 풍토순환, 개량한다.
- 재래종 염소를 자낸종 염소와 잡종화하여 젖량을 700kg/마리, 연간 수준에 올린다,
- 150일 나이에 100kg되는 돼지를 육성한다.
- 45일로 자라는 오리, 토끼를 육성한다.
- 닭 공장에서 알을 국산화하여 연간 8억 개의 알을 생산하려면 35만 개 수입 해야 한다.
- 우량 원종알을 유지, 개량한다.
- 닭 원종 A, B, C, D를 잡종하여 4원 잡종을 만든다.
- 사육 2 – 2.2kg 잡종을 만들어야 한다.

### 석탄 공업 부문
- 탐사에서 CT 단층 촬영 기술을 확립하고 굴진 설비를 현대화한다.
- 막대동발 비중을 높이고 갱도유지비를 절약하고 채굴 공법을 개선 하여라.
- 석탄 채취률을 70%수준으로 높이고 공기 선별 공장을 잘 운영 하여라.
- 석탄 선별 수준을 높인다.
- 안주 지구 석탄 가스화 공정을 확립한다.

### 금속 공업 부문
- 새 제철, 제강 기술을 확립하고 삼화철 연구를 강화한다.

- 생산을 현대화하고 김책 제철소에 도입되고 있는 COREX 시험로를 통하여 비콕스 제철법을 확립한다.
- 산소열법 용광로 기술을 제고 하여라.
- 용광로 생산성을 지금의 1m³ 당 0.7톤으로부터 1.2톤으로 높인다.
- 코크스를 적게 쓰는 제철 기술을 확립 한다.
- 산소 전로의 수명을 높이며 합금강을 많이 생산한다.
- 중유를 쓰지 않고 무연탄을 이용한 압연 가열로 기술을 확립한다.
- 내화벽돌의 품질을 제고한다.
- 흑연 전극의 품질을 높인다.
- 연 직접 제련법을 완성하고 제련 공정을 현대화 한다.
- 유색 금속 환수 기술을 확립한다.

### 전자 공학 부문
- 우리식 운영 체제인 붉은 별 소프트웨어를 보급하라.
- 디지털 TV 컨버터를 개발하며 디지털 TV를 준비하라.
- 은행간 전자 결제 체계를 확립하라.
- 원격 교육 체계를 전면적으로 구축하도록 한다.
- 연산 1조회에 달하는 1.1테라플롭스 대형 병렬 컴퓨터를 개발을 중점적으로 삼아라.

### 생명 공학 부문
- 유전자 기초 기술을 전면적으로 확립하라.
- 줄기 세포 기술을 확립하도록 하고 의료에 전면적으로 접합하라.
- 유전자 전이 기술을 확립한 농사에 이용하라.
- 클론 기술을 교잡한 염소나 토끼 혹은 생쥐 기술을 확립한다.
- 항암제 치료 기술을 전면적으로 개발하라.
- 인공 장기용 돼지를 전면적으로 육종하라.

### 에너지 부문
- 태양 전지와 가열기 기술을 확립하라.
- 100kW 풍력 발전 기술을 확립하라.
- 750kW 풍력 발전 준비를 다그쳐라.
- 메탄 가스 생산 기술을 확립하라.
- 웅진에 건설 중에 있는 조수력 발전소를 완성한다.
- 핵융합을 전면적으로 기초 연구를 준비하라.

### 우주 공학 부문
- 극소형 우주 위성을 개발하여 전면적으로 발사에 성공 시켜라.
- GPS, GIS, RS 체계를 전면적으로 도입하라.

### 해양 공학 부문
- 해저 잠수함 로봇을 전면적으로 개발을 하도록 독려를 하라.

## 연구 성과 과정[2]

### 전자 공학 부문
- 2008년 2월 12일 - 김천남 박사가 개발한 20nm급 표준셀 라이브러리 레이아웃 방식 패터닝 기술을 확보하는데 성공을 거둠[3]
- 2008년 3월 21일 - 1Ghz 고주파 마이크로프로세서 제작 위상 반전 마스크 제작 기술을 확보함[4]
- 2008년 5월 5일 - 천연색 LCD TV의 미세 컬러 필터 기술을 제작 확보하는데 성공함[5]
- 2012년 8월 25일 - 조선민주주의인민공화국에서 주사 터널링 현미경 개발에 전격 성공을 거둠
- 2010년 1월 11일 - 고경민 박사가 개발한 대규모 집적회로의 주사 합성을 개발하는데 전격 성공함[6]
- 2010년 4월 17일 - LCD TV의 액정 주입 기술을 확보함과 동시에 LCD TV 자체 개발에 성공을 거둠[7]
- 2011년 5월 3일 - 김책공업종합대학에서 알루미늄 배선 방식의 확산 방식 CMOS 개발에 전격 성공을 거둠[8]

### 금속 공업 부문
- 2008년 10월 13일 - 혜산 강철 공장에서 전기 제철로의 방식으로 갈철광과 무연탄에 의한 용선을 제조하는 기술을 확립하는 데 전격 성공함[9]
- 2009년 3월 27일 - 천리마제강련합기업소에서 초고전력 전기로를 가동하여 최초로 출선을 하는데 성공한 것을 조선중앙통신이 보도를 함
- 2009년 12월 - 성진제강련합기업소에서 회전로와 산소용융로의 방식으로 주체철 개발에 성공을 거둔 것을 조선중앙통신이 전격 보도함[10]
- 2010년 5월 8일 - 김책제철련합기업소에서 갈탄 제철 용광로를 가동하여 품질 좋은 용선을 출선을 하는데 성공을 거두었음[11]
- 2012년 2월 22일 - 문평제련소에서 산소 농화 송풍 방식의 연 용광로를 개발하여 제작하는데 성공을 거두고 조업을 시작하고 있음[12]
- 2012년 5월 23일 - 김책공업종합대학에서 개발한 고온 공기 연소 압연 가열로를 제작하여 황해제철련합기업소에서 전격 조업을 하는데 성공함[13]
- 2012년 8월 10일 - 청진제강소에서 자소 전극을 쓰는 경동식 전기로를 개발하여 사용을 하는데 성공을 거두었음[14]
- 2012년 11월 2일 - 황해제철련합기업소에서 연속 주조기의 제어 체계를 PLC 제어 체계로 교체하는 데 성공을 거둠

### 화학 공업 부문
- 2010년 - 2.8비날론련합기업소에서 다시 비날론을 다시 생산을 하는데 주력하는 것을 성공을 거둠
- 2010년 5월 26일 - 남흥청년화학련합기업소에서 간접 냉각법에의한 후민산 산화 공정을 확립하는데 성공을 거둠
- 2010년 5월 29일 - 농업 과학 연구원에서 식물성 기름에 의한 생물 디젤유를 제조를 하는데 성공을 거두었음
- 2010년 5월 31일 - 농업 과학 연구원에서 아마씨 기름에 의한 생물 디젤유를 제조를 하는데 성공을 거둠
- 2011년 2월 24일 - 장지앤성 박사가 특허를 낸 무연탄 가스화로를 기반으로 2017년 순천화학연합기업소에서 연산 30만 톤 기반의 메탄올 생산 기술을 확립함
- 2012년 2월 28일 - 황해제철련합기업소에서 소형 용광로용 산화 봉탄을 제조하는데 성공을 거두었음
- 2012년 3월 19일 - 순천화학연합기업소에서 산소 - 전열 카바이드 전기로 제작 기술을 확립하는데 성공을 거둠

### 생명 공학 부문
- 2008년 6월 24일 - 국가 과학원 클론 연구소에서 기름 개구리를 암컷으로 유도하는 기술을 확립함
- 2008년 9월 19일 - 국가 과학원 실험 생물학 연구소에서 감자 재배에 풍옥을 이용하는 기술을 확립함
- 2010년 1월 19일 - 국가 과학원 클론 연구소에서 골수 간엽성 줄기 세포 분리 배양 기술을 확립 하는데 성공을 거둠
- 2010년 1월 19일 - 국가 과학원 클론 연구소에서 생쥐의 성체를 골수 간엽성 줄기 세포 분리 배양 기술을 확립 하는데 성공을 거둠
- 2010년 2월 3일 - 국가 과학원 동물 연구소에서 모래 없이 자라를 깨우는 기술을 확립함

### 기계 공업 부문
- 2008년 5월 30일 - 대안중기계련합기업소에서 5축 동시 제어 수력 터빈 날개 가공반을 제작을 하는데 성공을 거둠

- 2010년 - 희천공작기계종합공장에서 10축 머시닝센터를 개발을 하는데 성공을 거두고 특히 2011년에는 12축 머시닝센터를 개발을 하는데 주력을 함

### 우주 공학 부문
- 2009년 4월 5일 - 조선민주주의인민공화국에서 은하 2호에 탑재된 광명성 2호를 쐈으나 결국 궤도에 진입에 실패함
- 2012년 4월 13일 - 조선민주주의인민공화국에서 은하 3호에 탑재된 광명성 3호를 쐈으나 궤도에도 진입에도 못하고 실패함
- 2012년 12월 12일 - 조선민주주의인민공화국에서 은하 3호에 탑재된 광명성 3호 2호기를 쏘아 결국 궤도에 진입을 성공함으로써 인공위성 자력 발사국이 되다.

### 원자력 공학 부문
- 2009년 5월 25일 - 조선민주주의인민공화국에서 2009년 조선민주주의인민공화국 핵 실험을 벌여서 대략 4kt의 원폭 위력을 달성하는데 성공을 거둠
- 2010년 - 조선민주주의인민공화국에서 해커 박사에게 직접 우라늄 원심 분리기를 직접 공개하여 실제로 운용을 하고 있음을 공식적으로 밝힘[15]
- 2010년 4월 - 스웨덴의 원자력 공학 전문가 라스 에릭 데예르가 조선민주주의인민공화국이 4월에는 50톤 위력의 폭발 성능 강화 실험을 벌임
- 2010년 5월 - 조선민주주의인민공화국이 200톤 위력의 폭발 성능 강화 실험을 벌였음을 2012년에 라스 에릭 데예르가 공개를 함[16]

## 결론
조선민주주의인민공화국은 3차 과학기술발전 5개년 계획이 처음으로 지도자를 유고시에 맞는 것으로 결국 2011년 김정일의 사망으로 인하여 결국 2012년 김정은이 끝마친 과학기술발전 중기 계획으로 알려져 있다는 것이다.
결국 이때 2012년 위성 발사로 인하여 결국 성공을 거두게 된 결정적인 이유이고 특히 4차 과학기술발전 5개년 계획을 더욱 촉진시키는 계기가 되었음을 알수가 있었다.